# Correio da Lavoura

Correio da Lavoura é um jornal de Nova Iguaçu, sendo o mais antigo ainda em circulação pelo município e também um dos mais antigos de toda a Baixada Fluminense e Grande Rio.
Fundado em 22 de março de 1917 por Silvino Hipólito de Azeredo, tem periodicidade semanal. O seu atual editor-chefe é Robinson Belém de Azeredo, neto do fundador.